# أليكس غالفيز
أليخاندرو غالفيز خيمينا (بالإسبانية: Alejandro Gálvez Jimena)‏ (مواليد 6 يونيو 1989 - غرناطة ، إسبانيا) لاعب كرة قدم إسباني ، يلعب في مركزي قلب الدفاع وخط الوسط الدفاعي.

## روابط خارجية
- أليكس غالفيز على موقع قاعدة بيانات كرة القدم.إي يو (الإنجليزية)
- أليكس غالفيز على موقع بيانات كرة القدم. دي إي (الألمانية)
- أليكس غالفيز على موقع Soccerbase.com (لاعب) (الإنجليزية)
- أليكس غالفيز على موقع Soccerway.com (الإنجليزية)
- أليكس غالفيز على موقع عالم كرة القدم.نت (الإنجليزية)
- أليكس غالفيز على موقع AS.com (الإسبانية)